# 北川晃二
北川 晃二（きたがわ こうじ、1920年6月4日 - 1994年2月27日）は、日本の編集者、ジャーナリスト、小説家。フクニチ新聞社社長。

## 経歴
福岡県添田町出身。 1938年福岡県中学修猷館を経て、1943年西南学院高等部英文科を卒業。
北京日本大使館調査課報道班に勤務。応召によって北支派遣軍第63師団から久留米師団に転属、同地で終戦を迎えた。
復員後、福岡市の図書出版惇信堂に入社し、南風書房を設立。1946年6月、真鍋呉夫らと文芸誌「午前」を創刊。創刊号に掲載された小説「逃亡」が火野葦平に賞賛され、第1回九州小説賞を受賞。編集者として檀一雄、三島由紀夫らの寄稿を得るなど手腕を発揮する一方、新鋭作家として注目され東京の文芸誌「群像」などに作品を発表した。
1951年夕刊フクニチ新聞社（フクニチ新聞社の前身）に入社。1969年工務局長、1970年編集局長、1973年取締役、1976年社長を歴任し、1981年に退職。その後、1986年守谷組社長、福岡市人事委員会委員長などを務めた。
小説「奔流」で1952年上半期芥川賞候補となり、新聞紙上で多くの評伝などを連載するかたわら、「午前」をはじめ「西域」「季刊午前」など地元文芸誌で後進を育成した。1989年、福岡市文化賞を受賞。

## 主な著書
- 『逃亡』（講談社、1948年）
- 『太一郎物語―森永太一郎という男』 (オリオン社、1963年)
- 『黒衣の女』（光風社書店、1973年）
- 『青木繁 その愛と彷徨』（講談社、1973年）
- 『黙してゆかむ―広田弘毅の生涯』（講談社、1975年）
- 『武蔵に勝った男―杖道流祖夢想権之助』（武道学園純正館、1988年）